# Hipervolumen
En matemáticas, el hipervolumen de n-dimensiones es una medida que generaliza el concepto de volumen a espacios de dimensión superior a tres. El hipervolumen se define a partir de la medición de distancias definidas por el tensor métrico o en su defecto por una función distancia adecuada.

## En espacio euclídeo
Un espacio euclídeo al ser un espacio métrico admite una medida del volumen mediante suma de volúmenes de hiperesferas. Consideremos un conjunto acotado {\displaystyle X\subseteq \mathbb {R} ^{n}} del espacio euclídeo, y consideremos una colección numerable de bolas abiertas centradas que recubre completamente a {\displaystyle X\,}, es decir cuya unión contiene al conjunto {\displaystyle X\,}. Si {\displaystyle d_{i}\,} son los diámetros de la colección de bolas numerable entonces el volumen del conjunto cumple:

(1){\displaystyle {\mbox{vol}}(X)\leq \gamma (n)\sum _{i=1}^{\infty }d_{i}^{n}}

Donde la función {\displaystyle \gamma (n)\,} viene dado en términos de la función gamma:

(2){\displaystyle \gamma (n)={\frac {[\Gamma ({\frac {1}{2}})]^{n}}{\Gamma ({\frac {n}{2}}+1)}}={\frac {2}{n}}{\frac {\pi ^{n/2}}{\Gamma ({\frac {n}{2}})}}}

Considerando todos los posibles recubrimientos numerables y tomando el ínfimo respecto a ellos entonces se puede calcular el hipervolumen:

(3){\displaystyle {\mbox{vol}}(X)=\inf \sum _{i=1}^{\infty }\gamma (n)d_{i}^{n}}

Igualmente pueden considerarse colecciones numerables o finitas contenidas en el conjunto {\displaystyle X\,} y tomar el supremo respecto a las colecciones de bolas contenidas en el conjunto.

## En variedades de Riemann
Para que en un espacio de n-dimensiones, no necesariamente euclidiano, se pueda definir el concepto de hipervolumen deben darse ciertas condiciones. Para poder definir un cálculo de hipervolúmenes mediante el cálculo integral es necesario que en el espacio donde pretendemos medir volúmenes se haya definido un tensor métrico:

{\displaystyle g=\sum _{i,j=1}^{n}g_{ij}\ dx^{i}\otimes dx^{j},\qquad \qquad [g_{ij}]={\begin{pmatrix}g_{11}&g_{12}&...&g_{1n}\\g_{21}&g_{22}&...&g_{2n}\\\vdots &\vdots &\vdots &\vdots \\g_{n1}&g_{n2}&...&g_{nn}\end{pmatrix}}}

Eso permite hace que el espacio tenga estructura de variedad de Riemann y en él pueda definirse la llamada forma de volumen que es la n-forma siguiente:

{\displaystyle \eta _{V}={\frac {\sqrt {\det g}}{n!}}\ dx^{1}\land dx^{2}\land \dots \land dx^{n}}

En esas condiciones el hipervolumen de una región Ω (con frontera suficientemente regular) viene definida por la integral:

{\displaystyle HV(\Omega )=\int _{\Omega }\eta _{V}:=\int _{\Omega }\left({\sqrt {\det g}}\right)\ dx^{1}dx^{2}\dots dx^{n}}

## En espacios métricos
En espacios métricos puede definirse una medida más que generaliza el volumen de un espacio tridimensional euclídeo conocido como n-contenido de Hausdorff-Besicovich. Este valor se obtiene como límite de una aproximación mediante n-esferas de dicho espacio.